# Joy Holmes
Joy Holmes, coniugata Harris (Mansfield, 31 marzo 1969), è un'ex cestista statunitense, professionista nella ABL e nella WNBA.

## Carriera
Ha disputato una stagione con le Detroit Shock.
Nel 2016 è stata introdotta nella Ohio Basketball Hall of Fame.